# Jorge Marín Vieco
Jorge Marín Vieco (Medellín, Colombia, 1910-1976). Uno de los escultores figurativos más importantes de la historia del arte en Colombia. Estéticamente fue puente entre la escultura tradicional y el modernismo. Entre sus obras más conocidas están Hombre en Busca de la Paz en el Cementerio Campos de Paz de Medellín, y "Amerindia", localizada en el edificio de la Beneficencia de Antioquia. Esta obra es parte de un conjunto escultórico de 200 m² en relieve en concreto con motivos indigenistas y sociales.

## Biografía
Fue formado por músicos, pintores, escultores y arquitectos, muchos de ellos reconocidos internacionalmente.
Estudió música bajo renombrados maestros como Jesús Arriola y Antonio María Valencia. Como saxofonista creó y dirigió la orquesta popular “Ritmos”, una de las primeras orquestas de jazz de Medellín. Grabó duetos instrumentales con su tío el compositor Carlos Vieco.
Fue aprendiz en los talleres de sus tíos Bernardo Vieco (escultor) y Luis Eduardo Vieco (pintor), y también estudió en el Instituto de Bellas Artes de Medellín.
En 1969, la Universidad Pontificia Bolivariana le otorgó el título Doctor "Honoris Causa" en escultura, artes y decoración.
En 1951 fundó la Galería de Arte Nacional, primera Galería de su género en Medellín, con salones para exposiciones, actividades musicales, y aulas para la enseñanza de las Bellas Artes, cumpliendo una memorable labor pedagógica y cultural.
Gracias al liderazgo de Marín Vieco dieron sus primeros pasos artísticos figuras como David Manzur, Blas Emilio Atehortúa, Blanca Uribe, Harold Martina, Aníbal Gil, entre otros.

## Obras

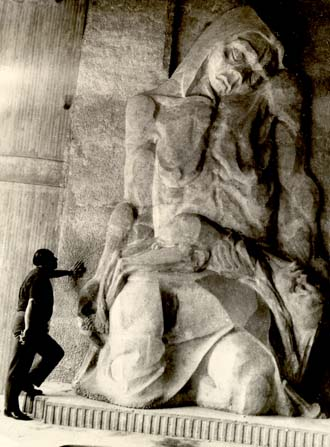
Jorge Marín Vieco junto a su obra "Amerindia". 1966

El estilo escultórico de Marín Vieco es expresionista americanista. Según el pintor y crítico Jorge Cárdenas sus obras revelan una tortura interior que obedecen a estados de melancolía y el reflejo de heridas ancestrales, sucedidos por episodios de visible ternura. Gonzalo Arango lo llamó "El Poeta del Bronce".
Las obras más sobresalientes son La Amerindia, Bochica y los Chibchas y La Historia del Desarrollo Industrial (edificio de la Beneficencia de Antioquia); el Monumento al Arriero (Fizebad); Simón Bolívar (Avenida de las Américas, Guadalajara, México); Monumento sedente a Juan del Corral (Santa Fe de Antioquia); Hombre en Busca de la Paz (Cementerio Campos de Paz, Medellín) y el Barequero (Banco Francés e Italiano, con réplicas en París y Roma).
Gran parte de su obra fue recopilada póstumamente por la Fundación Marín Vieco y se encuentra en la Casa Museo que lleva su nombre, también conocida como Salsipuedes.